# Peter von Kant
Peter von Kant ist ein französischer Spielfilm von François Ozon, der im Februar 2022 bei der Berlinale seine Premiere feierte, im Juli 2022 in die französischen und im September 2022 in die deutschen Kinos kam. Es handelt sich bei Peter von Kant um eine Adaption und freie Interpretation des Stücks Die bitteren Tränen der Petra von Kant und des gleichnamigen Films von Rainer Werner Fassbinder aus dem Jahr 1972.

## Handlung
„Der Mensch ist so gemacht, dass er die anderen Menschen braucht. Aber er hat nicht gelernt, mit ihnen zusammenzuleben.“

Es ist 1972, und der erfolgreiche Filmregisseur Peter von Kant hat eine großzügige Atelierwohnung in einem Gewerbeviertel in Köln. Hier lebt er zusammen mit seinem persönlichen Assistenten Karl, der neben der Hausarbeit auch für ihn Drehbücher überarbeitet, vieles anderes rund um seine Filme erledigt und sich auch um seinen Terminkalender kümmert, der jedoch meist leer ist. Peter lässt ihn einen Brief an Romy Schneider schreiben, dass er an einem Drehbuch arbeitet und sie für eine Rolle in dem Film im Kopf hat. Peter verhält sich gegenüber Karl äußerst unverschämt, der schweigsame Assistent jedoch erledigt seine Aufgaben stets geduldig und erträgt dabei Peters narzisstische und extrovertierte Seiten, und das schon seit drei Jahren. Heimlich bewundert und begehrt er seinen Chef.
Als Peters beste Freundin Sidonie zu Besuch kommt, die durch ihn eine berühmte Schauspielerin wurde, reden sie über die Liebe und ihre früheren Beziehungen und wie es zum Bruch mit seinem Liebhaber Franz kam. Er wurde von diesem angelogen, war von ihm enttäuscht und habe sich letztlich sogar vor ihm geekelt. Unerwartet klingelt ein junger Mann an der Tür, den Sidonie auf einer Reise kennenlernte und in die Wohnung von Peter bestellt hat. Er heißt Amir, trägt eine schwarze Lederjacke, hat dunkle, gegelte Locken und begeistert Peter mit seiner ehrlichen und offenen Art sofort. Peter erzählt ihm von seinem neusten Film Tropfen, den die Bavaria für ihn produzieren will, äußert einige schlüpfrige, zweideutige Anspielungen und stellt ihm sofort eine Rolle in Aussicht. Amir beißt an und sie vereinbaren ein Wiedersehen für den nächsten Abend.

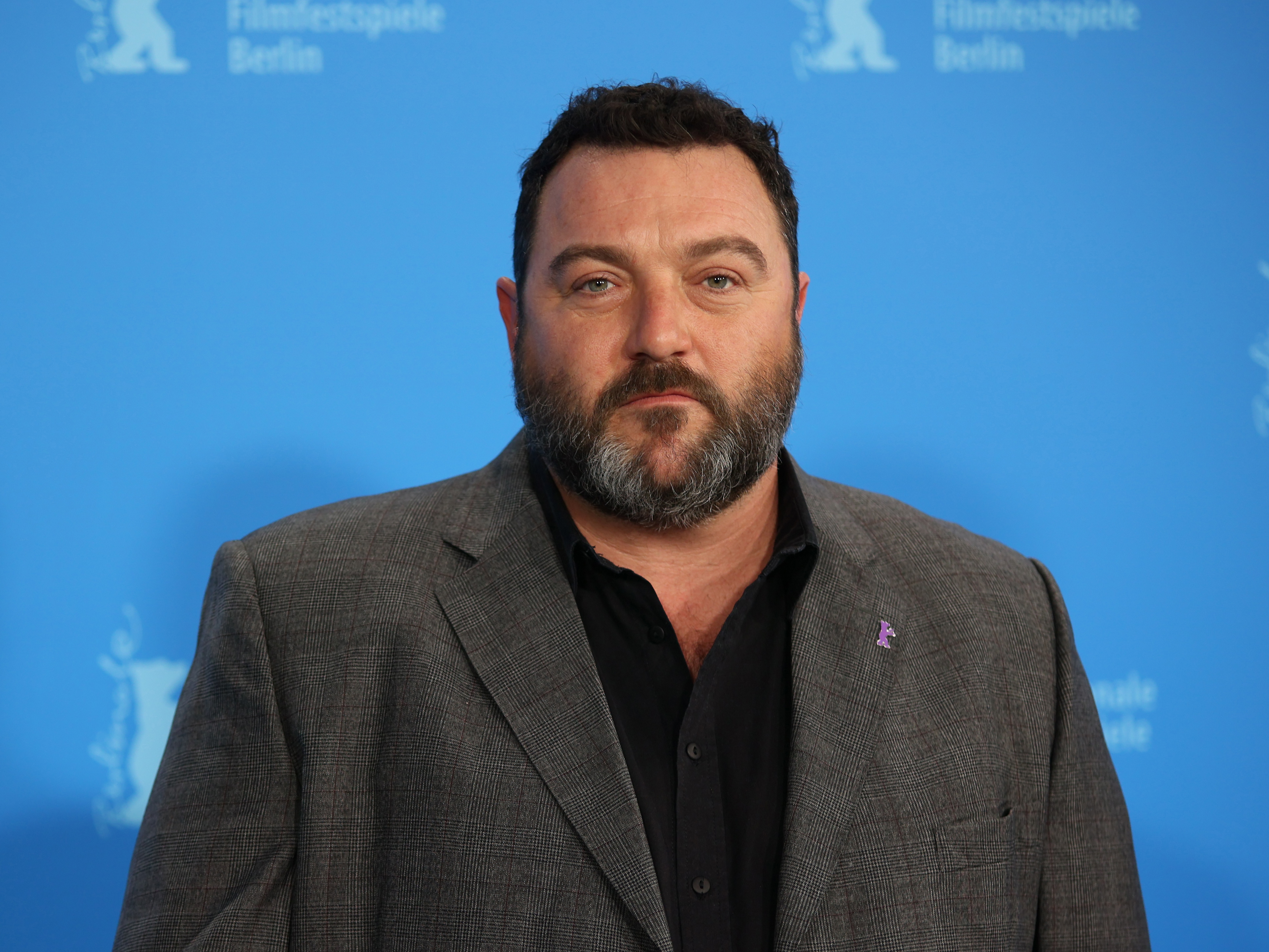
Denis Ménochet spielt in der Titelrolle Peter von Kant

Als Amir dann kommt, setzt Peter ihn bald vor eine Kamera und stellt ihm einige sehr persönliche Fragen, denn er will alles über den jungen Mann wissen. Dieser ist zwar verheiratet, doch seine Frau lebt in Australien. Peters Lieblingsbeschäftigung, einfach den ganzen lieben langen Tag im Bett zu liegen, teilen sie miteinander. Amir erzählt auch, dass seine Eltern bereits beide tot sind. Sein Vater hatte seine Mutter erstochen und sich selbst erhängt, nachdem er seine Arbeit verlor und hiernach betrunken nachhause kam. Peter ist völlig angetan, wie Amir vor der Kamera ganz offen über seine Gefühle reden und ungehemmt weinen kann. Er will etwas aus dessen Leben machen und ihn in einen richtigen Star verwandeln.
Neun Monate später lümmelt Amir in Peters Bett herum, lässt seinen Theaterkurs schleifen und will sich von Peter auch nicht mehr sagen lassen, was er tun soll. Zunehmend fühlt er sich von Peter und dessen Liebesschwüren genervt. Peter ist eifersüchtig, wenn Amir ihm erzählt, dass er alleine ausgeht und mit wem er die Nacht verbracht hat. Dabei weiß er nicht wirklich, ob Amir ihm die Wahrheit sagt.
Mittlerweile braucht Amir ihn auch nicht mehr für seine Karriere, da die Presse bereits über den jungen Nachwuchsschauspieler mit dem hübschen Gesicht schreibt. Als Amir einen Anruf von seiner Frau erhält, sie sei in Deutschland, will Peter ihn nach einem Wortgefecht daran hindern, zum Flughafen nach Frankfurt zu fahren, letztendlich sogar, ihn aus der Wohnung zu lassen. Als Amir schließlich nach einem Handgemenge zwischen den beiden die Wohnung verlässt, weiß Peter nicht, ob er je wieder zurückkommt.
Es ist Winter, und Peter lebt nun wieder alleine mit Karl in der Wohnung. Überall hängen überlebensgroße Porträts von Amir an den Wänden. An diesem Tag hat Peter Geburtstag, weshalb seine 14-jährige Tochter Gabrielle zu ihm kommt. Er ist nicht wirklich bei der Sache, hört Gabrielle gar nicht richtig zu, als sie ihm erzählt, dass sie sich unglücklich verliebt hat, denn er wartet selbst an diesem Tage sehnsüchtig auf einen Anruf von seinem Amir. Mehrfach kritisiert sie ihn wegen seines groben Verhaltens gegenüber Karl. Als dann später Sidonie dazukommt, erzählt ihm diese, dass sich Amir in der Stadt befindet. Letzterer komme mittlerweile in der Branche auch wunderbar ohne ihn klar. Dabei klärt sie den eifersüchtigen Peter auf seine wutentbrannte Frage darüber auf, dass sie auch mit Amir geschlafen habe, wie scheinbar jeder auf dessen Weg nach oben. Als mit seiner Mutter Rosemarie auch noch die dritte Frau in seinem Leben eingetroffen ist, flippt Peter völlig aus. Sie seien doch alle glücklich, während er leidet. Sie alle hätten sich doch nur von ihm aushalten lassen. Peter brüllt, dass er sie alle drei  hasse und randaliert in seiner eigenen Wohnung, wobei er auch einiges kaputtschlägt und zusammenbricht.
Als er wieder erwacht, behauptet Peter gegenüber seiner Mutter, ihm sei nun klar geworden, dass er Amir nicht geliebt hat, sondern diesen einfach nur besitzen wollte. Kaum hat er diese Worte gesagt, ruft Amir an, der in Köln ist und gerne vorbeikommen würde. Es ist jedoch schon spät und Peter lehnt ab. Auch am nächsten Tag habe er Termine. Er vertröstet Amir auf ein Treffen bei anderer Gelegenheit. Direkt anschließend steigt Amir nachdenklich in Sidonies Luxuskarosse und sie fragt ihn, ob er denn am Telefon auch freundlich war. Peter schickt derweil seine Mutter weg.
Nun wieder alleine mit Karl, entschuldigt sich Peter für sein Verhalten in all den Jahren, verspricht ihm ein eigenes Leben und eine zukünftige Kooperation, worauf sich Karl an Peters Hose zu schaffen macht. Das wehrt Peter ab und bittet ihn stattdessen, ihm von sich zu erzählen. Als Antwort spuckt ihm der immer noch schweigsame Karl mitten ins Gesicht und verlässt die Wohnung.

## Produktion

### Vorlage und Filmstab
Es handelt sich bei Peter von Kant um eine Adaption und freie Interpretation des Stücks Die bitteren Tränen der Petra von Kant aus dem Jahr 1972 von Rainer Werner Fassbinder und dessen gleichnamiger Kinoversion. Stück und Film wurden oft autobiografisch gelesen und als Kommentar des Filmemachers auf sein selbstgeschaffenes, ebenso hochgradig produktives wie hochgradig toxisches Umfeld verstanden. Im Zentrum steht ein Regietyrann, der seine Mitarbeiterinnen und Mitarbeiter ausbeutet, während er selbst den unmöglichsten Leidenschaften anheimfällt. In der Kinoversion hieß die Protagonistin Petra von Kant und wurde von Margit Carstensen gespielt. Das Theaterstück Fassbinders selbst wurde unter der Regie von Peer Raben im Frankfurter Theater am Turm uraufgeführt.
Regie führte François Ozon. Es handelt sich bei der Hommage an Fassbinder nach Tropfen auf heiße Steine um seine zweite Adaption eines Werkes des Filmemachers.

### Besetzung, Synchronisation und Dreharbeiten

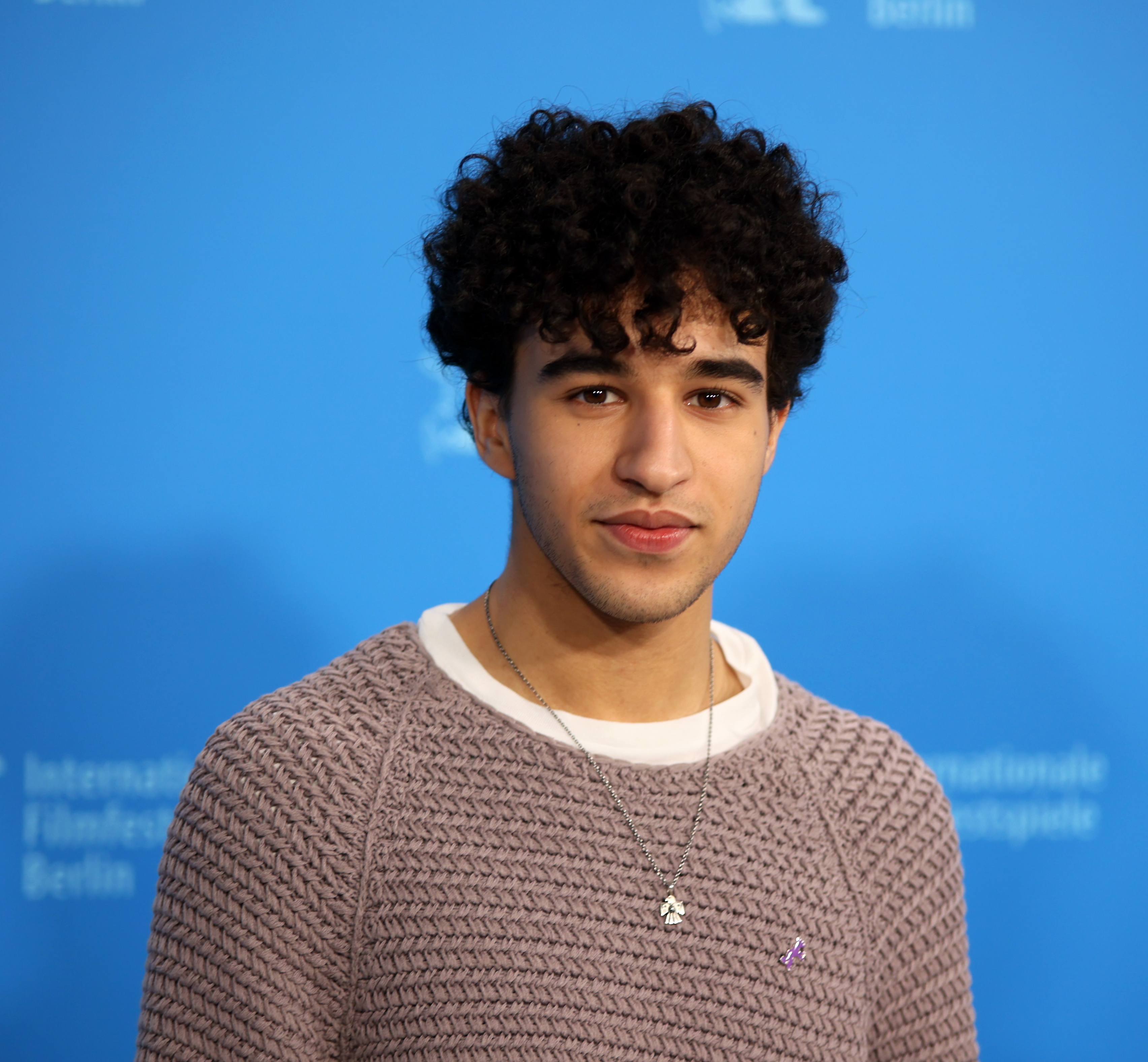
Khalil Ben Gharbia spielt Amir

Anders als in Fassbinders Film besetzte Ozon die Titelrolle männlich. Er machte aus der lesbischen Modeschöpferin Petra von Kant den deutschen Filmemacher Peter von Kant, der von Denis Ménochet gespielt wird. Der französische Schauspieler war bereits zuvor in den Ozon-Filmen Gelobt sei Gott von 2018 und In ihrem Haus aus dem Jahr 2012 aufgetreten. Hanna Schygulla, die seine Mutter spielt, war bereits für Ozons vorangegangenen Film Alles ist gut gegangen aus dem Jahr 2021 verpflichtet worden. Sie hatte auch in Fassbinders Originalfilm eine Hauptrolle bekleidet. Stéfan Crépon spielt Peters Assistenten Karl und Isabelle Adjani die durch ihn berühmt gewordene Schauspielerin Sidonie. Mit ihr arbeitete Ozon das erste Mal zusammen. Aminthe Audiard spielt Peter von Kants Tochter Gabrielle. Der Nachwuchsschauspieler Khalil Ben Gharbia ist in der Rolle von Amir zu sehen. Diese Rolle entspricht Fassbinders Lover Günther Kaufmann. Der Schauspieler, der sich mit Gelegenheitsjobs über Wasser gehalten hatte, landet 1968 in der Theatergruppe von Fassbinder, und der Regisseur verliebte sich unsterblich in den unehelichen Sohn einer Deutschen und eines afroamerikanischen Soldaten. Fortan gab er ihm Hauptrollen in seinen Stücken und Filmen.
Die deutsche Synchronisation entstand nach einem Dialogbuch und der Dialogregie von Beate Klöckner im Auftrag der DMT Digital Media Technologie GmbH in Hamburg. In der deutschen Fassung leiht Sven Fechner Ménochet in der Rolle von Peter von Kant seine Stimme. Flemming Stein spricht Amir.
Die Dreharbeiten fanden über fünf Wochen im Frühjahr 2021 in Paris statt. Als Kameramann fungierte der Belgier Manuel Dacosse, mit dem Ozon zuletzt für Gelobt sei Gott zusammenarbeitete. Als Editorin wurde Laure Gardette verpflichtet, eine langjährige Vertraute des Regisseurs.

### Veröffentlichung
Die Premiere erfolgte am 10. Februar 2022 bei den Internationalen Filmfestspielen in Berlin. Hier wurde Peter von Kant als Eröffnungsfilm gezeigt. Es handelt sich um Ozons sechste Einladung in den Wettbewerb um den Goldenen Bären, den Hauptpreis der Berlinale. Im Juni 2022 wurde er nochmals im Rahmen von Berlinale Goes Open Air gezeigt. Am 6. Juli 2022 kam der Film in die französischen Kinos. Ab Mitte Juli 2022 wurde er beim Outfest Los Angeles gezeigt und Ende Juli 2022 beim New Horizons International Film Festival. Im August 2022 wurde er beim Hong Kong International Film Festival vorgestellt. Am 2. September 2022 kam er in ausgewählte US-Kinos und am 22. September 2022 in die deutschen Kinos. Im Oktober 2022 wird er beim Busan International Film Festival und beim Riga International Film Festival vorgestellt.

## Rezeption

### Altersfreigabe
In Deutschland wurde der Film von der FSK ab 16 Jahren freigegeben. In der Freigabebegründung heißt es, der Film enthalte mehrere Szenen, in denen Drogen konsumiert werden. Diese Handlungsweisen würden jedoch als Standard im künstlerischen Milieu dargestellt. Auch werde mehrmals sexualisierte Sprache verwendet.

### Kritiken
Von den bei Rotten Tomatoes aufgeführten Kritiken sind 76 Prozent positiv. Auf Metacritic erhielt der Film einen Metascore von 62 von 100 möglichen Punkten.

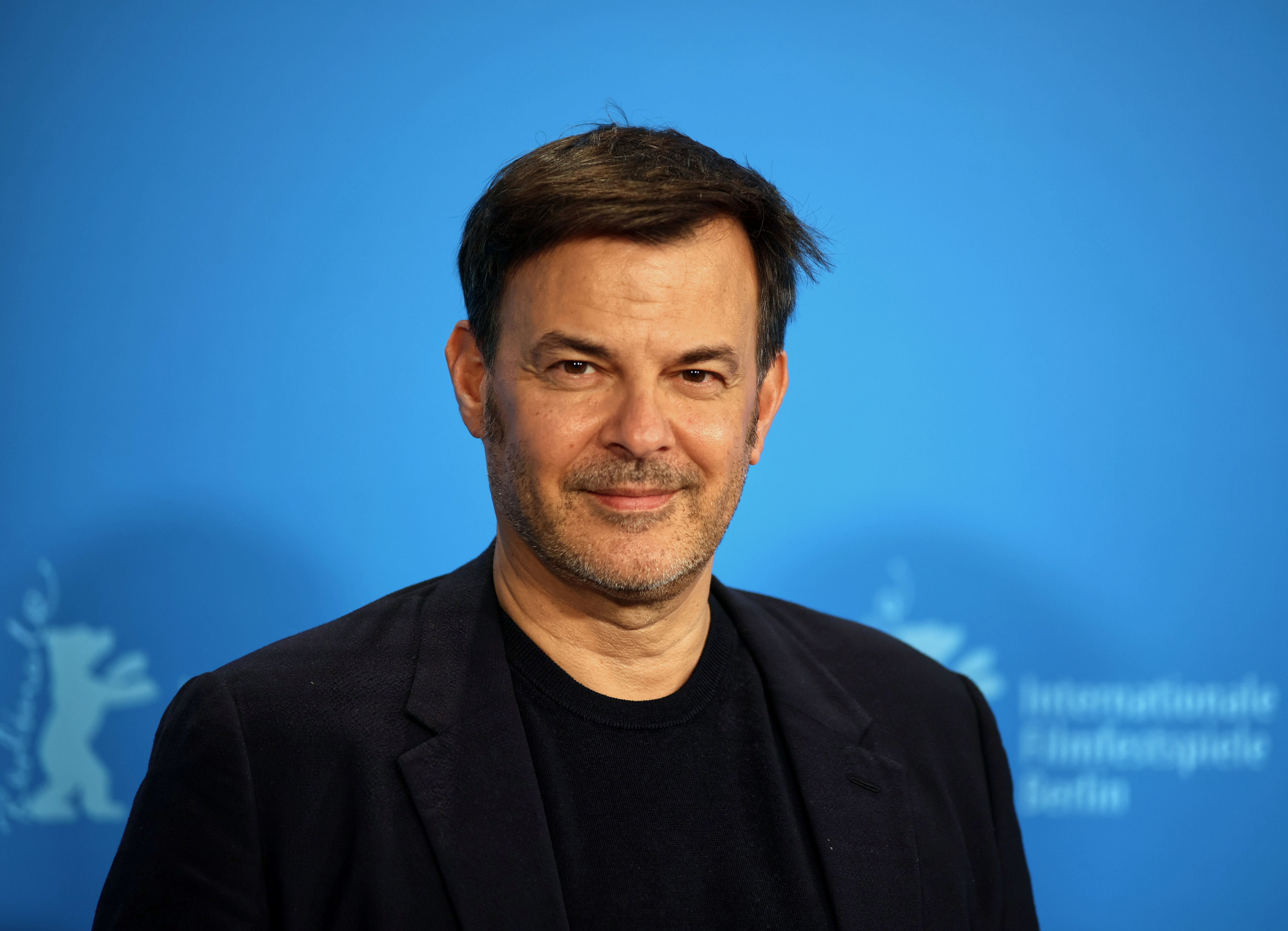
Regisseur François Ozon

Christiane Peitz schreibt im Tagesspiegel, Peter von Kant erinnere schon dadurch an Die bitteren Tränen der Petra von Kant, dass der Film den Mythos vom herrischen Berserker Rainer Werner Fassbinder, der seine Liebsten zu Stars machte, aufrechterhält. Die Stilisierung und Überzüchtung der Bilder habe François Ozon jedoch französisiert und leichthändiger und boulevardesker gestaltet. Auch Humor komme ins Spiel, wenn er einige Figuren mit Selbstironie ausstattet, die zur Komödie taugen. Ozon bereite den Affekten eine Bühne und werbe um Nachsicht. In seiner Hommage an den 1982 mit 37 Jahren viel zu früh Gestorbenen verteufele er den Filmemacher nicht, halte Peter von Kant in warmen Rottönen und später in Nachtblau, während der politische Fassbinder eine kühle Optik gewählt habe, als er die libidinöse Besitzgier der Wirtschaftswunder-Jahre aufs Korn nahm. Ozon nähere sich seinem Protagonisten zudem deutlich liebevoller, als es Oskar Roehler in seinem Episodendrama Enfant Terrible mit Oliver Masucci getan habe.
Philipp Stadelmaier von der Süddeutschen Zeitung bemerkt in seiner Kritik, Ozon habe Fassbinders Geschichte in eine sterile, freundliche Atmosphäre gepackt, in einen Raum und ein Farbspektrum, das nach heutigem Standard-Qualitätsfernsehen à la Netflix aussieht. Während bei Fassbinder die Schnitte deutlich erkennbar waren, sei Peter von Kant fernsehkonform geschnitten, kein Widerstand lege sich dem Auge in den Weg, und die Erzählung sei homogenisiert und geglättet. Ozon lasse aber in seiner Adaption die Dialoge zu schnell herunterhudeln, wodurch die Seelenpein verschwunden sei. Ozon wisse aber offensichtlich, dass man heute einem Künstler-Monolithen wie Fassbinder nur noch ironisch die Ehre erweisen kann, und so lasse er Peter von Kant mal als narzisstischen Künstler und dann doch wieder wie ein trotziges und weinerliches Kind erscheinen, das von seiner  Mutter in den Schlaf gesungen werden muss.
Das Lexikon des internationalen Films schreibt, der Film sei „[e]ine freie Adaption von Rainer Werner Fassbinders Kammerspiel „Die bitteren Tränen der Petra von Kant“ als stilvoller, zitatenreicher Exkurs ins Oeuvre des Künstlers, auf den das Erscheinungsbild des Protagonisten explizit anspiel[e].“ Es bemerkt aber auch: „Eine verbindliche Interpretation von Fassbinders Persönlichkeit unterbleibt allerdings zugunsten des spielerischen Zugangs mit Bausteinen aus Leben und Werk.“

### Auszeichnungen
Sowohl Gharbia, als auch Crépon wurden für ihre jeweilige Rolle von der Académie des César zu einer der 31 Révélations 2023, im Jahr 2022 in Erscheinung getretene, neue Gesichter des französischen Kinos, bestimmt. Im Folgenden weitere Nominierungen.
César 2023
- Nominierung als Bester Hauptdarsteller (Denis Ménochet)
- Nominierung als Bester Nachwuchsdarsteller (Stefan Crepon)

Internationale Filmfestspiele Berlin 2022
- Nominierung im Wettbewerb
- Nominierung für den Teddy Award[23]

San Sebastián International Film Festival 2022
- Nominierung für den Publikumspreis / City of Donostia Audience Award (François Ozon)